# Harry Mason (Silent Hill)
Harry Mason è un personaggio immaginario della serie di videogiochi Silent Hill, protagonista di Silent Hill, il primo capitolo.

## Carattere e aspetto fisico
Alto, magro, in Shattered Memories porta gli occhiali, molto unito a sua figlia. Rispetto ai vari protagonisti della moltitudine degli episodi è uno dei meno portati allo scontro fisico (nell'ultimo episodio è l'unico personaggio a non portare nessun'arma).

## Storia

### Silent Hill
Nel primo episodio della serie Harry è il protagonista. La storia inizia con lui che viaggia con la figlia adottata di 7 anni, Cheryl Mason, in seguito ad un incidente in auto dove sviene, al suo risveglio nota l'assenza della bambina e si reca alla sua ricerca nella città di Silent Hill. Incontrerà i vari protagonisti, fra cui Cybil Bennett la poliziotta che potrà uccidere o guarire dal suo stato morboso. Affronterà alla fine Dahlia Gillespie la vera madre di Cheryl (ovvero Alessa Gillespie).

### Silent Hill 3
Nel terzo episodio viene ucciso da un mostro evocato da Claudia Wolf ed in seguito vendicato dalla figlia, ora chiamata Heather Mason.

### Silent Hill: Shattered Memories
Nella realtà alternativa di Shattered Memories ritroviamo Harry sposato con Dahlia Mason (ovvero Dahlia Gillespie) da cui ha avuto Cheryl, si reca nuovamente alla sua ricerca, ma alla fine si scopre che è tutto un finto racconto da parte della stessa figlia mentre lui era morto molti anni prima.